# Monte Cielvivo

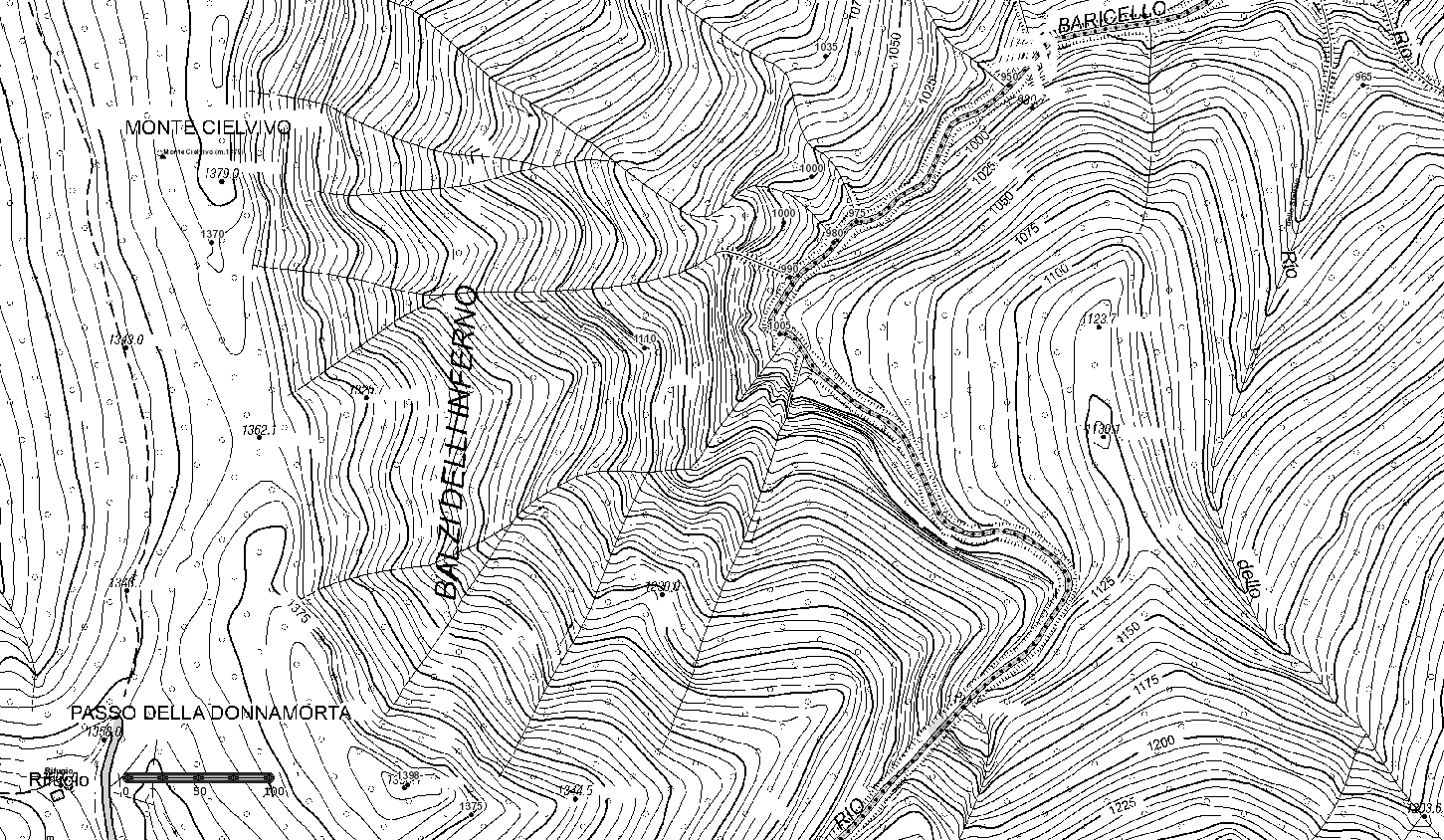
La parete est del M.te Cielvivo termina con i Balzi dell'Inferno a strapiombo sul Rio Baricello

Il monte Cielvivo è un'altura dell'alto Appennino bolognese posizionata nel territorio comunale di Lizzano in Belvedere. Il suo complesso fa parte dell'aspro crinale solcato a ovest dalla valle del torrente Causso, che nasce dal poggio delle Ignude (nel complesso di monte Gennaio) ed è uno dei rami sorgentizi del torrente Silla, e ad est dalla valle del Rio Baricello ed è un affluente del Silla stesso.
La catena montuosa di monte Cielvivo può essere considerata il séguito verso nord di quella di monte Bubiale: essa è costituita dalle seguenti vette (da sud verso nord): 
- Passo della Donnamorta (1358 m), che lo separa dal massiccio di monte Bubiale e su cui è presente un rifugio;
- Monte Cielvivo (1380 m), caratterizzato da un ripidissimo pendio noto col nome di Balzi dell'Inferno da cui scendono numerosi ruscelli che confluiscono nel rio Baricello;
- Poggio delle Scodelle;

Il monte Cielvivo e il suo massiccio costituiscono il lembo più meridionale del Parco regionale del Corno alle Scale.